# اردود
شهر اردود (به رومانیایی: Ardud) در شهرستان ستو مره در کشور رومانی واقع شده‌است. جمعیت این شهر ۶٬۴۸۶ نفر  است.